# دنیس بیات
دنیس بیات (انگلیسی: Dennis Byatt؛ زادهٔ ۸ اوت ۱۹۵۸) بازیکن فوتبال اهل بریتانیا است.
از باشگاه‌هایی که در آن بازی کرده‌است می‌توان به باشگاه فوتبال نورث‌همپتون تاون و باشگاه فوتبال فولام اشاره کرد.